# Київський національний академічний Молодий театр
Ки́ївський національний академі́чний Молоди́й теа́тр — театральний колектив, що працює у Києві з моменту заснування у 1979 році. Із 1985 й досі театр займає будинок на вулиці Прорізній 17, в якому у різні роки розташовувалися прибутковий будинок, офіцерський клуб, польський театр, Молодий театр (Леся Курбаса), кінотеатр «Комсомолець України».

## Історія театру
Восени 1978 року на XXIII з'їзді ЛКСМУ (Ленінський комуністичний союз молоді України) Володимир Щербицький виступає з промовою, в якій зазначає, що Києву необхідний молодіжний театр. У 1979 році вийшов наказ Міністерства культури УРСР про створення Молодіжного театру. Отже, феномен київського Молодого театру полягає в тому, що його було організовано згори, тобто не студійним порядком, як був організований, наприклад, «Совремєннік» у Москві чи Молодіжний театр у Чернігові, а саме за директивою згори.
Днем народження театру вважається 14 грудня 1979 року, коли відбулись перші збори трупи театру. Перша вистава Молодіжного театру відбулась 26 квітня 1980 року — це був спектакль «… З весною я до тебе повернусь!». У 1995 році відбулась зміна назви театру на Молодий театр — данина пам'яті видатному українському режисеру-реформатору Лесю Курбасу, який у 20-х роках XX століття заснував «Молодий театр», який до того ж працював у цьому самому приміщенні на Прорізній, 17. Спочатку вистави Молодіжного театру гралися у БК «Метробуд» (вул. Прорізна, 8). Через 6 років Молодіжний театр переїхав у будинок на вулиці Прорізна 17, а в 1995 році театр отримав назву Молодий.
За роки існування театру неодноразово змінювалися і керівники. Серед них Олександр Заболотний, Микола Мерзлікін, Володимир Оглоблін, Валентин Козьменко-Делінде.  Особливе місце серед його очільників посідає Віктор Шулаков, створивши «За двома зайцями» Михайла Старицького і «Сватання на Гончарівці», що стали візитівкою Молодого. Остання вистава й досі у репертуарі театру, попри понад 30-літній вік. За цей час її зіграли більше 600 разів.
Завдяки Лесеві Танюку відбулося переселення Молодіжного до нинішньої споруди та присвоєння назви Молодий. Він також поставив низку вистав, серед яких славнозвісний  «Революційний етюд».
Рік 1996—2012. Театр очолює Станіслав Мойсеєв. Серед найвідоміших його вистав — «Дон Жуан» Мольєра, «РЕхуВІлійЗОР» за Гоголем та Кулішем, «Четверта сестра» Гловацького, «Московіада» Андруховича, «Дядя Ваня» Чехова. Яскраві роботи швидко набули слави режисерові та театру. Завдяки політиці Мойсеєва, театр активно реформувався, суттєво оновився репертуар, на постанови стали запрошувати в тому числі і зарубіжних режисерів, налагоджувати зв'язки з театрами інших країн. «Молодий театр» бере активну участь в різних фестивалях в Україні та за кордоном. У 2012 році Станіслав Мойсеєв йде на пост художнього керівника театру ім. Франка. Підсумком 15-річного керівництва театром Станіславом Мойсеєвим називають зібраний гідний колектив і забезпечений цікавий репертуар.
З 2012 року художній керівник театру — Андрій Білоус. На цю позицію він переходить, бувши режисером театру драми і комедії. Молодий режисер збільшує кількість прем'єр до 10-ти за сезон, активно реалізує підтримку нового покоління режисерів, істотно реконструює будівлю театру, запускає потужний механізм гастрольної та фестивальної діяльності. Репертуар театру розширюється десятками вистав молодих режисерів на різних сценах «Молодого театру». Крім основної та камерної сцен, в 2014-му відкривається мікросцена для режисерських і акторських дебютів.
У 2014 році «Молодий театр» стає членом Європейської театральної конвенції, бере участь в міжнародних проектах, налагоджує комунікації з європейськими театрами та режисерами. Співпрацює з відомими письменниками, драматургами, композиторами, художниками: письменники Олександр Ірванець, Юрій Андрухович, театральні художники Сергій Маслобойщиков, Андрій Александров-Дочевський, художник Олександр Войтович з артпроєктом Salome і не тільки… Вистави відрізняються різними стилями, формою та тематикою. В репертуарі класична і сучасна драматургія Карпенко-Карого, Бекета, Платонова, Гловацького, Сарояна, Шиллера, Шмітта, Чехова, МакДони та інших.
7 травня 2019 року Молодому театру указом Президента надано статус національного.
У травні 2025 року, після низки звинувачень на адресу Андрія Білоуса про можливі сексуальні домагання з його боку та відкриття кримінального провадження щодо нього за статтею 153 Кримінального кодексу України (сексуальне насильство), Білоус подав у відставку з посади директора—художнього керівника театру.

## Перший склад трупи
У жовтні-листопаді 1979 року був проведений конкурсний відбір, у результаті якого до штату театру було зараховано таких акторів: Валерій Алексієнко, Світлана Бочарова, Алла Бурлюк, Володимир Волков, Микола Вороненко, Ярослав Гаврилюк, Григорій Гладій, Ярослав Гранко, Зоя Грищенко, Людмила Дементьєва, Наталя Заболотна, Володимир Кот, Микола Коржев, Ірина Кравченко, Валерій Легін, Валентин Макаренко, Олександр Недбайло, Олег Примогенов, Галина Стефанова, Світлана Телеглова, Людмила Ткаченко, Ярослав Чорненький, Валерій Шевченко, Валерій Шептекіта, Ігор Щербак.
Згодом (у першому сезоні театру) до трупи приєднались: Вікторія Авдєєнко, Сергій Джигурда, Олена Кривда, Маргарита Ніколаєва, Раїса Недашківська, Анатолій Петров, Тетяна Печонкіна, Луіза Филимонова, Оксана Швець, Тамара Яценко.

## Персоналії театру

### Художні керівники
Керівниками театру у різні роки були: Олександр Заболотний (1979—1981), Віктор Шулаков (1981—1983, 1990—1994), Микола Мерзлікін (1983—1986), Лесь Танюк (1986—1988), Володимир Оглоблін (1988—1990), Валентин Козьменко-Делінде (1994—1996), Станіслав Мойсеєв (1996—2012), Андрій Білоус (2012—2025), Станіслав Мойсеєв (з 2025).

### Трупа театру
У різний час в театрі працювали багато відомих і популярних акторів та режисерів, серед яких нині задіяні (за алфавітом, в дужках вказані дати служби в театрі):
- Авдєєнко Вікторія Вадимівна (з 1980)
- Анатоль Фон-Філандра (з 2010)
- Атаманюк Артем Володимирович (з 2015)
- Баранова Анна-Марія
- Баріхашвілі Дар'я Володимирівна (з 2013)
- Бащева Анна Олександрівна (з 2010)
- Безсмертний Олександр Миколайович (з 2000)
- Бжезінська Іванна Романівна (2008—2022)
- Бжезінський Станіслав Євгенович (з 2005)
- Березовська Валерія
- Бін Кирило Ігорович (з 1998)
- Блажчук Анастасія Сергіївна (з 2014)
- Бобух Віталій (з 2018)
- Боклан Микола Володимирович (1988—1997)
- Боклан Станіслав Володимирович (1994—2020)
- Бондарський Євген (до 2022 р.)
- Бондарук Валерія
- Борисова Тетяна
- Бочарова Світлана Дмитрівна (з 1979)
- Варченко Катерина Олександрівна (2013—2022)
- Васильєва Ганна В'ячеславівна (з 2000)
- Васько Наталія Любомирівна (1998—2019)
- Вертинський Олексій Сергійович (з 1997)
- Вітовська Ірма Григорівна (з 1998)
- Вовкун Лідія Сергіївна (з 2000)
- Вороненко Микола Миколайович (з 1979)
- Галафутник Олександр Борисович (з 1990)
- Гаврилюк Ярослав Дмитрович (1979—2021)
- Георгіївський Борис Володимирович (з 1993)
- Гладій Григорій Степанович (1979—1983)
- Гранко Ярослав Євгенович (1979—2006)
- Губерначук Сергій Григорович (1992—2006)
- Дементьєва Людмила Петрівна (з 1979)
- Джигурда Сергій Борисович
- Дробот Марк Володимирович (з 2005)
- Євтушенко Анастасія Вікторівна (з 2011)
- Зюбіна Римма Анатоліївна (1997—2019)
- Ігнашкіна Тетяна Григорівна (з 1986)
- Кленіна Наталія Іванівна (з 1996)
- Козленко Надія Феліксівна (з 1981)
- Кокотунов Володимир Миколайович (1993—2016)
- Колесник Андрій Львович (1994—2016)
- Коркушко Олег Олегович (2014—2018)
- Кравченко Ірина Андріївна (з 1981)
- Кружиліна Олена Євгенівна (з 1990)
- Куліковська Олена Олександрівна (з 1981)
- Кучеренко Сергій Миколайович (з 1990)
- Легін Валерій Петрович (з 1979)
- Мартинішін Артем Дмитрович (з 2010)
- Нежурко Олексій Васильович (з 2013)
- Недашківська Раїса Степанівна (1980—1993)
- Орлов Борис Анатолійович (з 2013)
- Петров Анатолій Тихонович (з 1979)
- Портянко Ігор Володимирович (з 1996)
- Прімогенов Олег Борисович (1979—1990)
- Потапенко Юрій Михайлович (1991—2023)
- Пустова Марія В'ячеславівна (з 2010)
- Равицький Роман Ігорович (з 1993)
- Ребрик Ліліана Іванівна (з 2001)
- Розстальна Ганна Василівна (з 1981)
- Ромашко Вікторія Борисівна (з 2013)
- Ромашко Олександр Валерійович (з 2013)
- Свєтлякова Ірина Іванівна (з 1990)
- Сердюк Анна
- Сланко В'ячеслав Анатолійович (1983—2010)
- Снісаренко Поліна В'ячеславівна (з 2013)
- Сомик Анатолій Іванович (з 1998)
- Стебловська Тетяна Володимирівна (з 1994)
- Стефанова Галина Анатоліївна (1979—1991)
- Суржиков Дмитро Анатолійович (2015—2021)
- Сухенко Тетяна Михайлівна (з 1985)
- Тегіпко Надія Олександрівна (з 2014)
- Узлюк Олена Анатоліївна (з 1992)
- Хижна Олена Борисівна (з 1987)
- Ходос Валерія Ігорівна (2009—2015)
- Чигляєв Володимир Іванович (1998—2022)
- Чорненький Ярослав Степанович (з 1979)
- Шведова Ірина Ігорівна (1983—1986)
- Швець Оксана Олександрівна (1980—2022)
- Шептекіта Валерій Іванович (1979—2021)
- Щербак Ігор Іванович (з 1981)
- Яценко Тамара Олександрівна (1979—2022)

## Репертуар театру
- 1980 — «…З весною я до тебе повернусь!» О. Казанцева (переклад Надії Гордієнко-Андріанової); реж. Олександр Заболотний
- 1980 — «За двома зайцями[ru]» Михайла Старицького; реж. Віктор Шулаков
- 1981 — «Стійкий принц» за п'єсою Педро Кальдерона; реж. Марк Нестантинер[7]
- 1985 — «Сватання на Гончарівці» Григорія Квітки-Основ'яненка; реж. Віктор Шулаков
- 1989 — «Пригвождені» Володимира Винниченко; реж. Володимир Оглоблін
- 1997 — «Дон Жун» за однойменною п'єсою Мольєра; реж. Станіслав Мойсеєв
- 1998 — «Синій автомобіль» (моновистава) Ярослава Стельмаха; реж. Ігор Славінський[8].
- 1999 — «РЕхуВІлійЗОР» Станіслава Мойсеєва за мотивами п'єси Ревізор Миколи Гоголя та «Хулій Хурина» Миколи Куліша; реж. Станіслав Мойсеєв
- 2000 — «Севільскі заручини» Річарда Шерідана; реж. Євген Курман
- 2000 — «Трагедія Гамлета, принца датского» за п'єсою" Вільяма Шекспіра; реж. Станіслав Мойсеєв
- 2000 — «Русалонька» Л. Разумовської за Г. Андерсеном; реж. Євген Курман
- 2000, 20 грудня — «Кайдаші» Н. Дубіна за І. Нечуй-Левицьким; реж. Микола Яремків
- 2001 — «Гедда Габлер» Г. Ібсена; реж. Станіслав Мойсеєв
- 2001 — «Лев і Левиця» Ірени Коваль; реж. Станіслав Мойсеєв
- 2001 — «Стальна воля» М. Курочкина; реж. Дмитро Богомазов
- 2002 — «Любофф!» Мери Шизгал; реж. Тарас Криворученко
- 2002 — «Хоровод любові» А. Шніцлера; реж. Станіслав Мойсеєв
- 2003 — «Дядя Ваня» А. Чехова; реж. Станіслав Мойсеєв
- 2004 — «Маринований аристократ» Ірени Коваль; реж. Станіслав Мойсеєв
- 2004 — «Сім бажань Зербіно» В. Глейзер; реж. Микола Яремків
- 2005 — «В моїм завершенні — початок мій…» Ф. Шиллера; реж. Станіслав Мойсеєв
- 2005 — «Наймичка» І. Карпенко-Карий; реж. Лариса Семирозуменко
- 2006 — «Московіада» Ю. Андруховича; реж. Станіслав Мойсеєв
- 2007 — «Четверта сестра» Я. Гловацького; реж. Станіслав Мойсеєв
- 2007 — «Empty Trash» (Спалюємо сміття) Т. Иващенко; реж. Юрій Одинокий
- 2007 — «Голубка» Ж. Ануя; реж. Андрій Бакіров
- 2007 — «Звичайна історія» М. Ладо; реж. Тарас Криворученко
- 2007 — «Право на любов» О. Островський; реж. Юлія Маслак
- 2008 — «Конотопська відьма» Богдана Жолдака за мотивами повісті Г. Квітка-Основ'яненко; реж. Микола Яремків
- 2009 — «Торчалов» Микити Воронова; реж. Станіслав Мойсеєв
- 2009 — «Примхливе кохання Дроздоборода» Б. Стельмах; реж. Юлія Маслак
- 2010 — «Доки мама не прийшла» Ремі Де Воса; реж. Крістоф Фьотріє
- 2010 — «Інкрустації» Л. Костенко; реж. Олена Шапаренко
- 2010 — «Сатисфакція» за п'єсою В. Шекспіра «Венеційський купець»; реж. Станіслав Мойсеєв
- 2011 — «Той, та та інші» Іштвана Еркеня; реж. Бела Меро
- 2011 — «Квартет для двох» А. Крим; реж. Анатолій Петров
- 2011 — «Людина і вічність» А. Курейчик; реж. Тарас Криворученко
- 2012 — «Любовні листи Сталіну» Хуана Майорга; реж. Станіслав Мойсеєв
- 2012 — «Афінські вечери» П. Гладиліна; реж. Ігор Славінський
- 2012 — «Неймовірна історія кохання» К. Малініна за оповіданням «Очі блакитного собаки» Г. Маркеса; реж. Антон Романов
- 2013 — «Гоголь-моголь з двох яєць» М. Ердмана; реж. Олександра Меркулова
- 2013 — «Загадкові варіації» за однойменною п'єсою Еріка Еммануеля Шмітта; реж. Андрій Білоус
- 2013 — «Ангельська комедія» за мотивами п'єси «Фердинандо» А. Ручелло; реж. Лев Сомов
- 2013 — «Гра в бога» А. Дуус; реж. Олександр Журавель
- 2013 — «La bestia e la virtu (звір і доброчесність)» Л. Піранделло; реж. Тарас Криворученко
- 2013 — «Любов людей» Д. Богославський; реж. Стас Жирков
- 2013 — «Принцеса Лебідь» І. Пелюк; реж. Ілля Пелюк
- 2014 — «Чекаючи на Ґодо» С. Бекет; реж. Алла Заманська
- 2014 — «Підступність і кохання» Ф. Шиллера; реж. Андрій Білоус
- 2014 — «В чому диво, тьотя?» Надії Симчич; реж. Катерина Лобода
- 2014 — «Потрібні брехуни!» за п'єсою «Мсьє Амількар, або людина, яка платить» Іва Жаміака; реж. Стас Жирков
- 2014 — «Розпуста змії» А. Уеда; реж. Ірина Пастущак (мікросцена)
- 2014 — «Соло для годинника з боєм» О. Заградника; реж. Ігор Славинський
- 2014 — «Метод Гронхольма» Ж. Гальсеран; реж. Тарас Криворученко
- 2014 — «Я знайду тебе тому, що кохаю» В. Сароян; реж. Анжела Крапець
- 2014 — «Жара» І. Бунін; реж. Андрій Білоус
- 2014 — «Рядовий Шевченко»; реж. Роман Семисал
- 2015, 18 березня — «Сталкери» за п'єсою «На початку і наприкінці часів» П. Ар'є; реж. Стас Жирков (ко-продукція київських театрів «Золоті ворота» та Молодого театру)
- 2015 — «Фрекен Жюлі» А. Стріндберг; реж. Сергій Корнієнко (мікросцена)
- 2015 — «Однорукий» по п'єсі «Руковтинання в Спокані» М. Макдони; реж. Андрій Білоус
- 2015 — «Зачарований» І. Карпенка-Карого; реж. Андрій Білоус
- 2015 — «Потоп» Ґеннінґ Бергер; реж. Валентина Єременко
- 2015 — «Шепіт вбивці» А. Крісті; реж. Оксана Швець
- 2015 — «Іграшка для дорослих» Я. Пулінович; реж. Володимир Цивінський
- 2015 — «Як виходять в люди» О. Островський; реж. Ігор Матіїв
- 2015 — «Красуня і Чудовисько» Ш. Перро; реж. Ірина Пастущак
- 2016 — «Піаніст» В. Леванова; реж. Валерія Городецька (мікросцена)
- 2016 — «Горе з розуму» О. Грибоєдова; реж. Андрій Білоус
- 2016 — «Попіл» І. Мераса; реж. Олександра Меркулова (мікросцена)
- 2016 — «Це все вона» А. Іванов; реж. Влада Бєлозоренко
- 2016 — «Дівочий виноград» М. Коляда; реж. Сергій Корнієнко
- 2016 — «Саме там! Саме тоді!» Б. Слейд; реж. Тарас Криворученко
- 2016 — «Поступися місцем» В. Дельмар; реж. Дмитро Весельський
- 2016 — «Second love» О. Ісаєва; реж. Олена Щурська
- 2017 — «Саша, винеси сміття» Н. Ворожбит; реж. Тамара Трунова (мікросцена)
- 2017 — «Різанина» Я. Рези; реж. Влада Бєлозоренко
- 2017 — «Місто Сонця» Генрік Ібсен; реж. Андрій Білоус
- 2017 — «Гагарін і Барселона» Ю. Винничук, Р. Горовий, Л. Дереш, С. Жадан, Є. Кононенко; реж. Андрій Білоус
- 2017 — «Нагадай собі згадати» О. Володарський; реж. Костянтин Дубіна
- 2017 — «Яма» О. Купрін; реж. Оксана Швець
- 2017 — «Милий друг» Г. Мопассан; реж. Юрій Лізенгевич
- 2017 — «Серпень: Графство Осейдж» Т. Леттс; реж. Стас Жирков
- 2017 — «Бери, люби, тікай» О. Савченко; реж. Керолайн Стейнбейс
- 2018 — «Insenso» Дімитріса Димитриадіса; реж. Еммануїл Куцуреліс (Греція) (мікросцена)
- 2018 — «Парашутист» О. Селін; реж. Валерія Городецька
- 2018 — «The crucible/Тяжкі випробування» А. Міллер; реж. Анастасія Сосіс
- 2018 — «Брехня» В. Винниченка; реж. Наталья Сиваненко (мікросцена)
- 2018 — «Острів любові» М. Вовчок, О. Олесь; реж. Олександра Меркулова
- 2018 — «100 років Молодий» А. Білоус, реж. Андрій Білоус
- 2018 — «Куди піти» А. Чехов; реж. Андрій Білоус
- 2018 — «Епос хижака» Л. Каганов; реж. Андрій Попов
- 2018 — «Фантомні болі» В. Сігарєв; реж. Марі Акопян
- 2018 — «Тектоніка почуттів» Е.-Е. Шмітт; реж. Тарас Криворученко
- 2018 — «Homo ferus або Сука-любов» І. Карпенко-Карий; реж. Андрій Білоус
- 2018 — «Пастка» Р. Тома; реж. Віталій Новіков
- 2019 — «Саломея» О. Вайлд; реж. Володимир Борисюк
- 2019 — «За лаштунками Молодого» О. Пурик
- 2019 — «Ласкаво просимо до пекла» В. Зуєв; реж. Андрій Білоус
- 2019 — «Медея» Евріпід; реж. Олег Ліпцин
- 2019 — «Марко Пекельний»; реж. Анатолій Петров
- 2019 — «Ріверсайд драйв» В. Аллена; реж. Євген Галкін
- 2019 — «Аромат жертви» О. Головач; реж. Марі Акопян
- 2019 — «Дикі люди» Л. Лягушонкова; реж. Олександра Меркулова
- 2019 — «Проблема в кубі» О. Кужельний за творами К. Абе; реж. Олексій Кужельний
- 2019 — «Сон літньої ночі» В. Шекспір; реж. Андрій Білоус
- 2019 — «Убити чи любити» Робера Тома, реж. Марія Лук'янова
- 2020 — «Вона жила в Парижі» І. Горовіц, реж. Сергій Корнієнко
- 2020 — «Шинель» Миколи Гоголя; реж. Андрій Білоус
- 2020 — «Ліки для Ліки» К. Мельников; реж. Євген Галкін[9]
- 2020 — «Момент» за оповіданнями «Момент», «На той бік» Володимира Винниченка; реж. Володимир Кудлінський
- 2021 — «Ідеальне вбивство», реж. М. Бражник, А. Пироженко, О. П'яний, Д. Симонович
- 2021 — «Жага моря» Є. Безпалько, реж. Олександра Меркулова
- 2023 — «Кабаре» Дж. В. Друтен, К. Ішервуд; реж. Олена Коляденко

Перенесені вистави з інших театрів
- 2002 — «Украдене щастя» І. Франко; реж. Андрій Білоус
- 2008 — «Ніч Гельвера. Сволота» І. Вилквіста; реж. Андрій Білоус (мікросцена)
- 2010 — «Щастя» А. Платонов; реж. Андрій Білоус